# Bromotheres culicivorus
Bromotheres culicivorus là một loài ruồi trong họ Asilidae. Bromotheres culicivorus được White miêu tả năm 1918. Loài này phân bố ở miền Australasia.